# Pat Flowers
Ivelee Patrick Flowers (Detroit (Michigan), 16 oktober 1917 – aldaar, 6 oktober 2000) was een Amerikaanse jazzzanger en -pianist.

## Biografie
Pat Flowers begon zijn carrière als professionele pianist op 18-jarige leeftijd, toen hij optrad in de club Uncle Tom’s Cabin in Detroit. Vervolgens verhuisde hij in 1939 naar New York, waar hij optrad tijdens privéfeesten en in hotels. Daarna werkte hij in Philadelphia (Pennsylvania) en opnieuw in New York van 1941 tot 1948 met optredens in de Swing Club, de Famous Door en verschillende muziekbars in Greenwich Village. Na zijn ontdekking door John Hammond in 1941 werden de eerste opnamen gemaakt.
Omdat hij aan het begin van zijn carrière met Fats Waller in de Greenwich Village Inn was verschenen, probeerde zijn manager Ed Kirkeby Pat Flowers na Wallers dood als mogelijke Waller-opvolger op te bouwen en boekte hem voor langere tijd in de Ruban Bleu, in de Café Society en voor radio-optredens en opnamen. In 1945 verscheen hij in de drie films Scotch Boogie, Dixie Rhythm en Coalmine Boogie. Nadat hij was teruggekeerd naar zijn geboorteplaats Detroit, had Flowers een engagement in de Baker’s Keyboard Lounge, waar hij tot het midden van de jaren 1950 met tussenpozen speelde. In 1946/1947 nam hij onder zijn eigen naam op met Herman Autrey, Gene Sedric en Jimmy Shirley.
In Detroit was Flowers een grote naam in het lokale jazzcircuit. Van 1974 tot 1983 trad hij op in de Danish Inn in Farmington (Michigan). In de jaren 1970 werden opnamen gemaakt met Slam Stewart. In 1975 maakte hij een Europese tournee met een Fats Waller-herdenkingsshow. In zijn latere jaren werkte hij bij de Grosse Pointe Country Club in Detroit.

## Overlijden
Pat Flowers overleed in oktober 2000 op bijna 83-jarige leeftijd.

## Discografie
- 1972: I Ain't Got Nobody (Black & Blue Records)

- Bibliothèque nationale de France: cb141778487 (data)
- Gemeinsame Normdatei: 1153580659
- International Standard Name Identifier: 0000 0001 0977 1619
- Library of Congress Control Number: no97008018
- MusicBrainz: d46669ad-56e7-4931-b027-5bba60e96ea1
- Virtual International Authority File: 59293895
- WorldCat: E39PBJfh6BvyQkV73Fy6rhtYfq